# Tiểu truyện
Tiểu truyện là một thể của loại truyện ký, một thứ truyện ký ngắn, ghi việc giản đơn.
Tiểu truyện có ba loại: ghi việc đời của một người như Lí Hạ tiểu truyện của Lý Thương Ấn; sưu tập những dật sự của nhiều người biên soạn thành tập, như Minh thập lục chủng tiểu truyện của Giang Doanh Khoa; trong các tập tuyển văn thơ có phụ lục ghi tên tác giả, tự, hiệu, quê quán, kinh lịch và trước tác, hoặc đặt dưới phần thơ, văn, hoặc xếp theo vần, số nét chữ Hán, đều gọi là tiểu truyện. Ví dụ Lịch triều thi tập tiểu truyện của Tiền Khiêm Ích đời Thanh.
Ở Việt Nam có thể tìm thấy tiểu truyện hoặc lược truyện trong các sách: Trần Văn Giáp (Chủ biên), Lược truyện các tác gia Việt Nam, tập một và tập hai, Nhà xuất bản Khoa học xã hội, 1971 hoặc Tìm hiểu kho sách Hán Nôm, Nhà xuất bản Khoa học xã hội, 1990.